# Hôpital de Dalen
L'hôpital de Dalen (en suédois : Dalens sjukhus) est un hôpital dans le quartier de Gamla Enskede à Stockholm en Suède.

## Présentation
L'hôpital de Dalen est un hôpital situé à Dalen à Gamla Enskede, à proximité de la station de métro Blåsut et de Nytorps gärde.
L'hôpital dispense des soins, entre autres, des soins hospitaliers (soins gériatriques et palliatifs), il compte un centre de santé, un centre de radiographie, un centre de santé pour enfants, un laboratoire, une clinique auditive et un département de podologie.
L'hôpital a été construit en 1977 selon les plans des architectes Evert Bosta, S O Larsson et Jörgen Petersen du cabinet BLP Arkitektkontor AB.
L’installation a une valeur historique architecturale urbaine. Le bâtiment est bien conservé et conçu dans une architecture moderniste tardive typique de l'époque. 
L'établissement conserve son architecture d'origine et possède des valeurs architecturales, architecturales, sociales et historiques.
L'hôpital de Dalen était initialement prévu comme un hôpital central, mais c'est l'hôpital d'Huddinge qui s'est vu confier ce rôle.

## Galerie

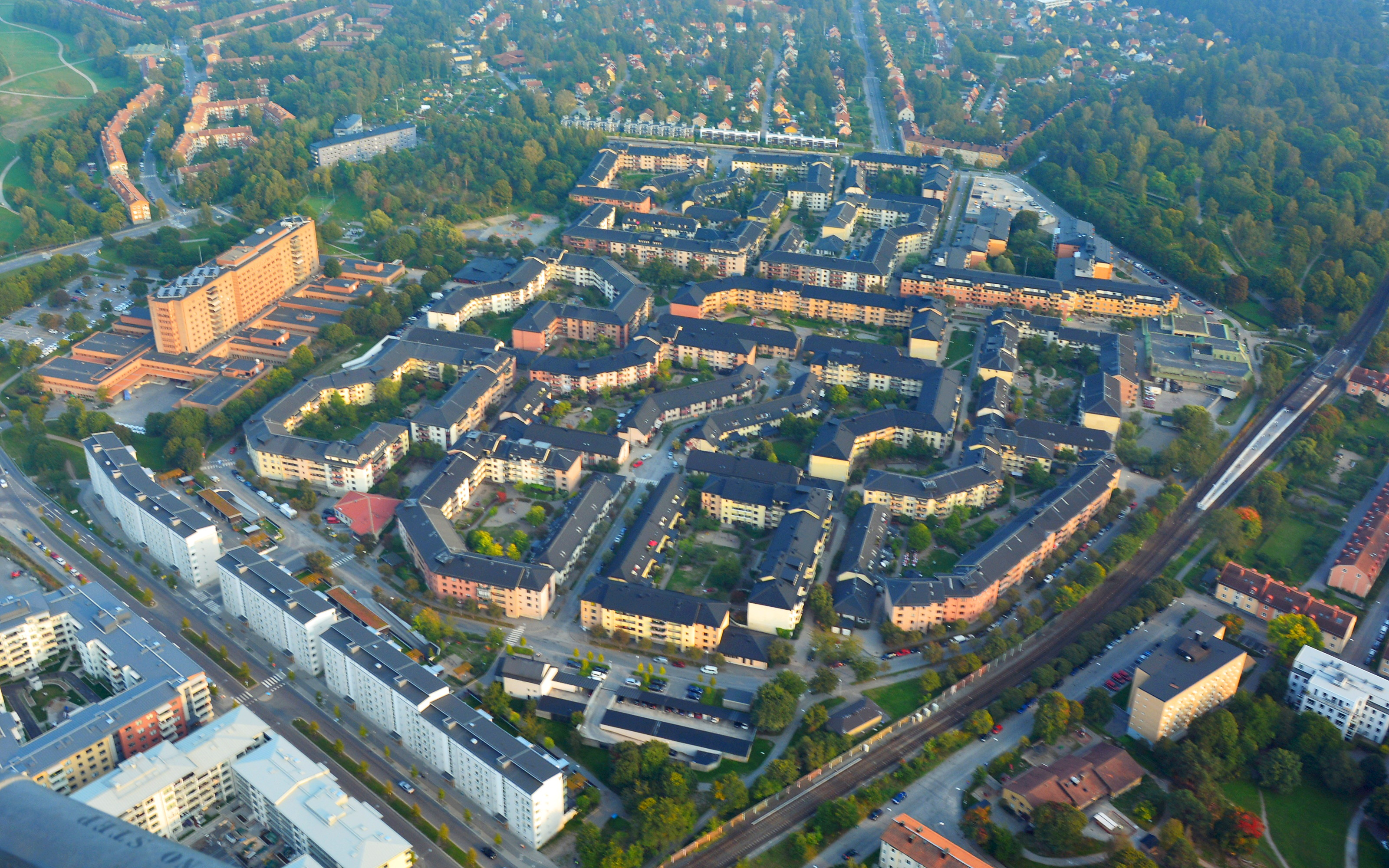
L'hôpital à Enskededalen.